# Tutivka, Kirovske
Tutivka (în ucraineană Тутівка) este un sat în comuna Juravkî din raionul Kirovske, Republica Autonomă Crimeea, Ucraina.

## Demografie
Componența lingvistică a localității Tutivka
     Rusă (57,81%)
     Tătară crimeeană (39,06%)
     Ucraineană (3,13%)
Conform recensământului din 2001, majoritatea populației localității Tutivka era vorbitoare de rusă (57,81%), existând în minoritate și vorbitori de tătară crimeeană (39,06%) și ucraineană (3,13%).